# Lilie
Lilie (Lilium) je rod jednoděložných rostlin z čeledi liliovité v užším pojetí (Liliaceae s. str.).

## Popis
Jedná se o vytrvalé pozemní byliny, s cibulemi, které jsou často složeny z jednotlivých zdužnětělých šupin. Jsou to rostliny jednodomé s oboupohlavnými květy. Listy jsou střídavé nebo v přeslenech (3-20 četných), jsou přisedlé nebo téměř přisedlé. Čepele listů jsou celokrajné, většinou čárkovité, kopinaté, eliptické nebo obvejčité, žilnatina je souběžná. V paždí listů se u některých druh nacházejí pacibulky, které slouží k vegetativnímu rozmnožování. Květy jsou oboupohlavné, jsou v květenstvích, zpravidla v hroznech, vzácněji v okolících nebo chocholících, někdy je květ pouze jednotlivý. Květy jsou nápadné, různých barev, zpravidla bílé, žluté, růžové, oranžové nebo červené, občas se skvrnami. Okvětí se skládá z 6 okvětních lístků ve 2 přeslenech (3+3), které jsou volné. Tyčinek je 6 (3+3). Gyneceum je složeno ze 3 plodolistů, je synkarpní, blizna je trojlaločná, semeník je svrchní. Plodem je tobolka.

## Rozšíření ve světě
Je známo asi 100-120 druhů, které jsou rozšířeny v Evropě, Asii a v Severní Americe, hlavně v mírném až subtropickém pásu, ale i v horách asijských tropů.

## Rozšíření v Česku
V ČR rostou přirozeně 2 druhy. Běžnější je lilie zlatohlavá (Lilium martagon), která roste místy celkem hojně v listnatých lesích, místy i na druhově bohatých loukách. Spíše mimo les od pahorkatin po hory roste lilie cibulkonosná (Lilium bulbiferum), která patří mezi silně ohrožené druhy C2. Tyto dva druhy se někdy pěstují i jako okrasné na zahrádkách, kromě toho jsou pěstovány i některé cizí druhy, jako lilie tygrovaná (Lilium tigrinum), lilie bělostná (Lilium candidum) nebo lilie královská (Lilium regale) a další.

## Lilie v zahradnictví
Lilie se dělí na: asijské, americké, trubkovité hybridy, orientální, martagon, candidum, longiflorum, aurelianum a rozličné hybridy kam patří zbytek dále nezařaditelných lilií.
Množení lilií je možné mnoha způsoby a to semeny, pacibulkami, šupinami a vedlejšími cibulemi. Můžeme je rozdělit i podle způsobu klíčení: hypogeicky: nejprve roste cibulka a pak nadzemní orgány, kdežto epigeicky rostou nejprve listy a pak cibulky.

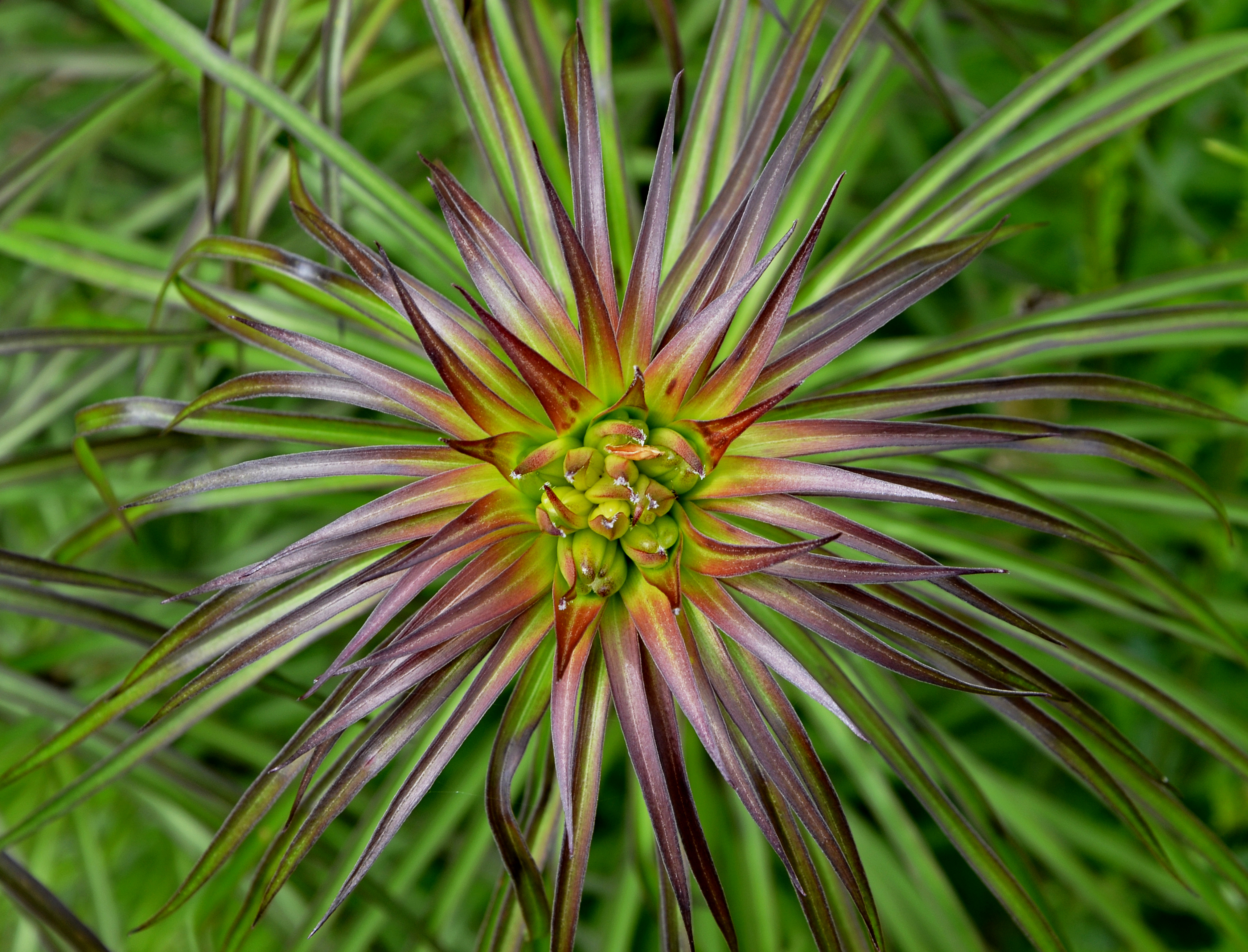
Rozvíjejícíci se lilie královská
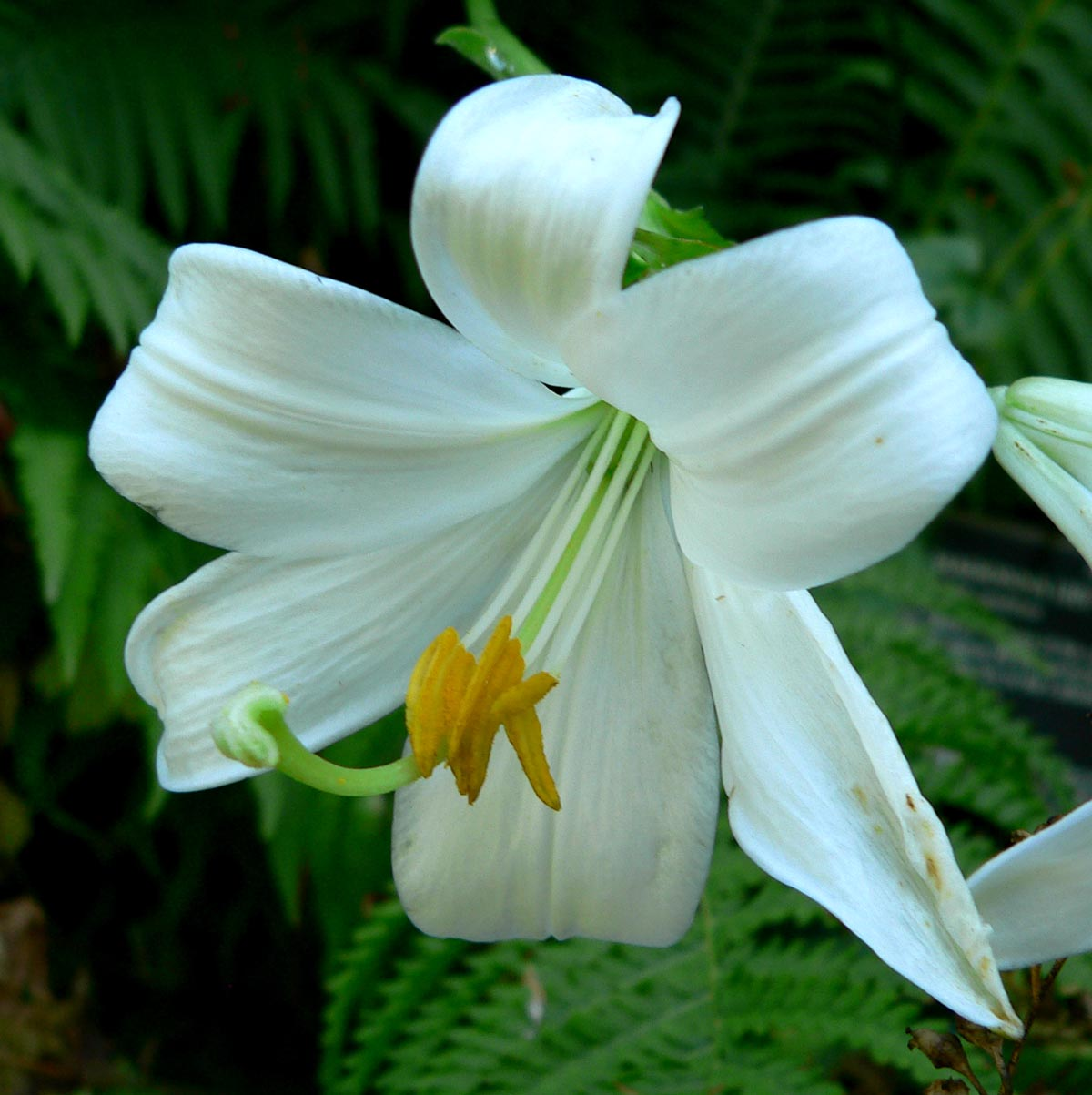
Lilie bělostná (Lilium candidum)
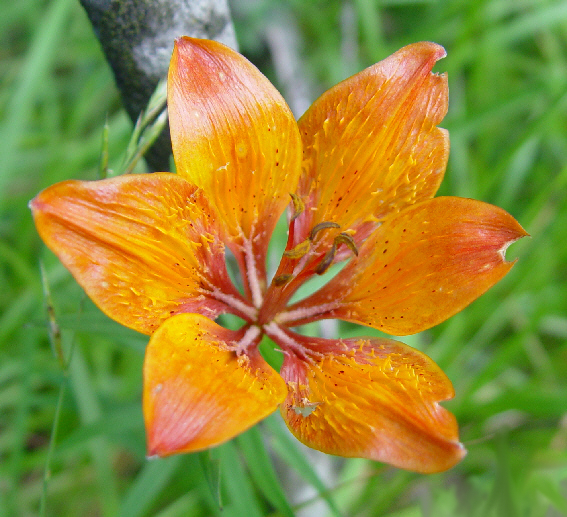
Lilie cibulkonosná (Lilium bulbiferum)
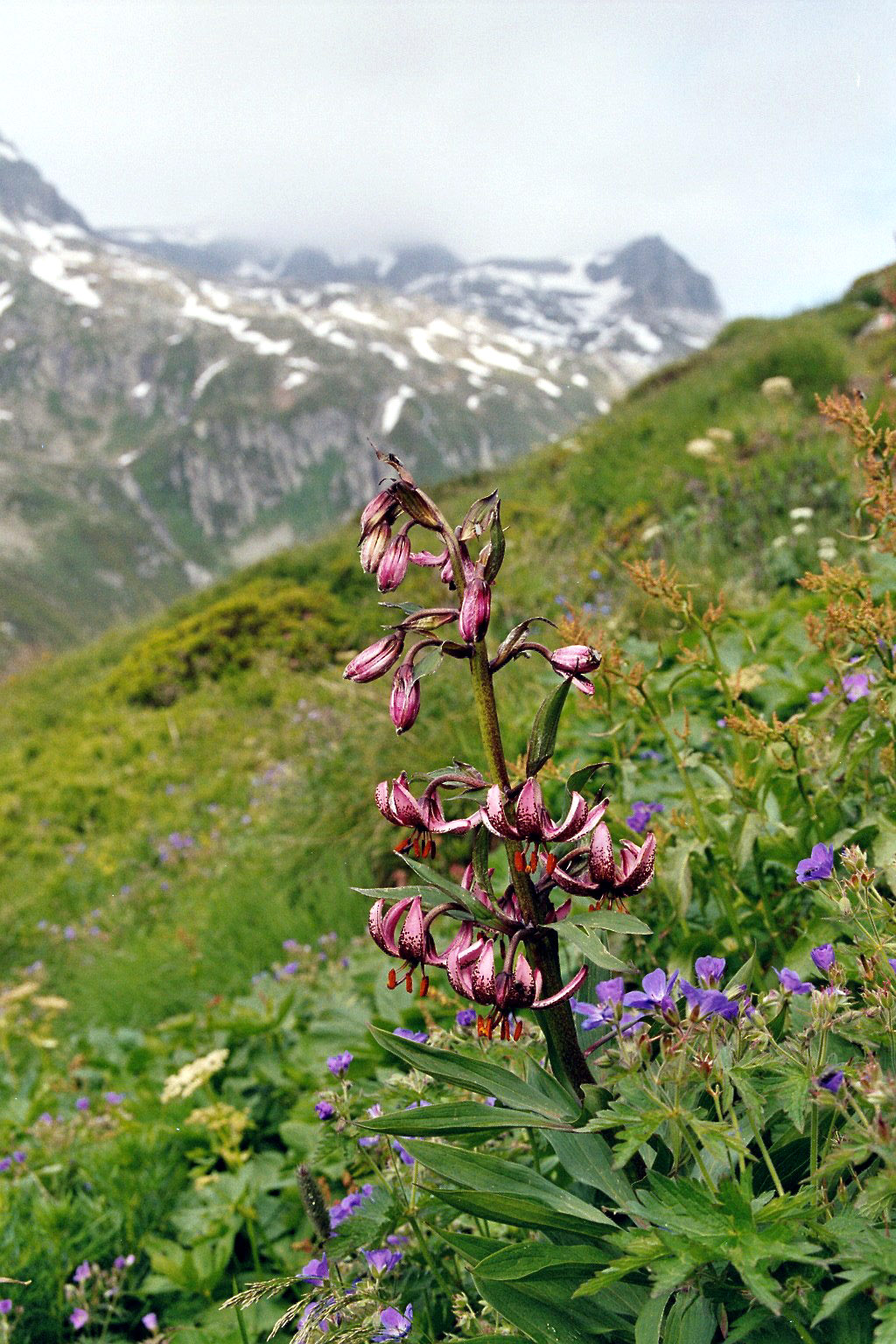
Lilie zlatohlavá (Lilium martagon)
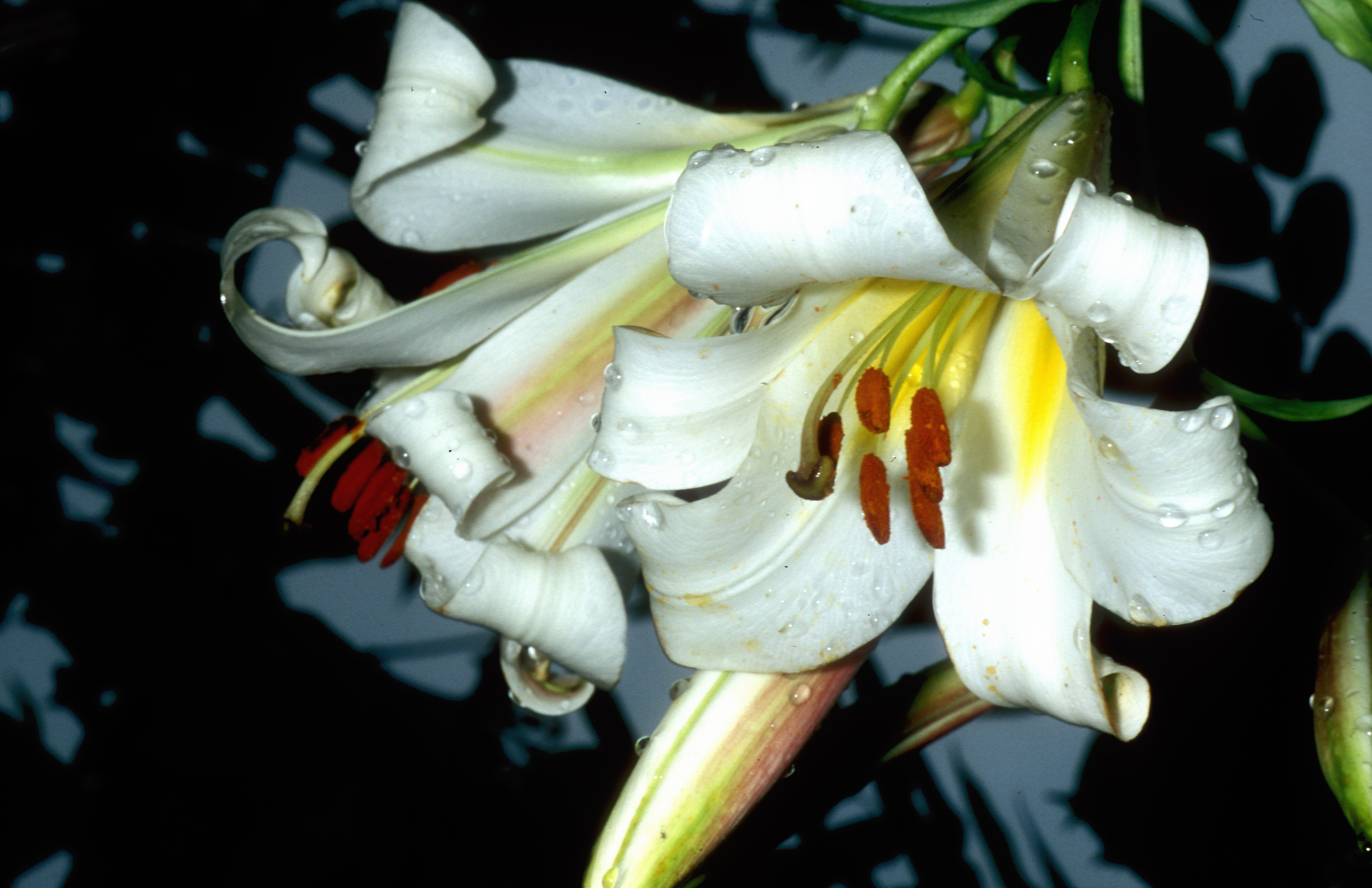
Lilie královská (Lilium regale)
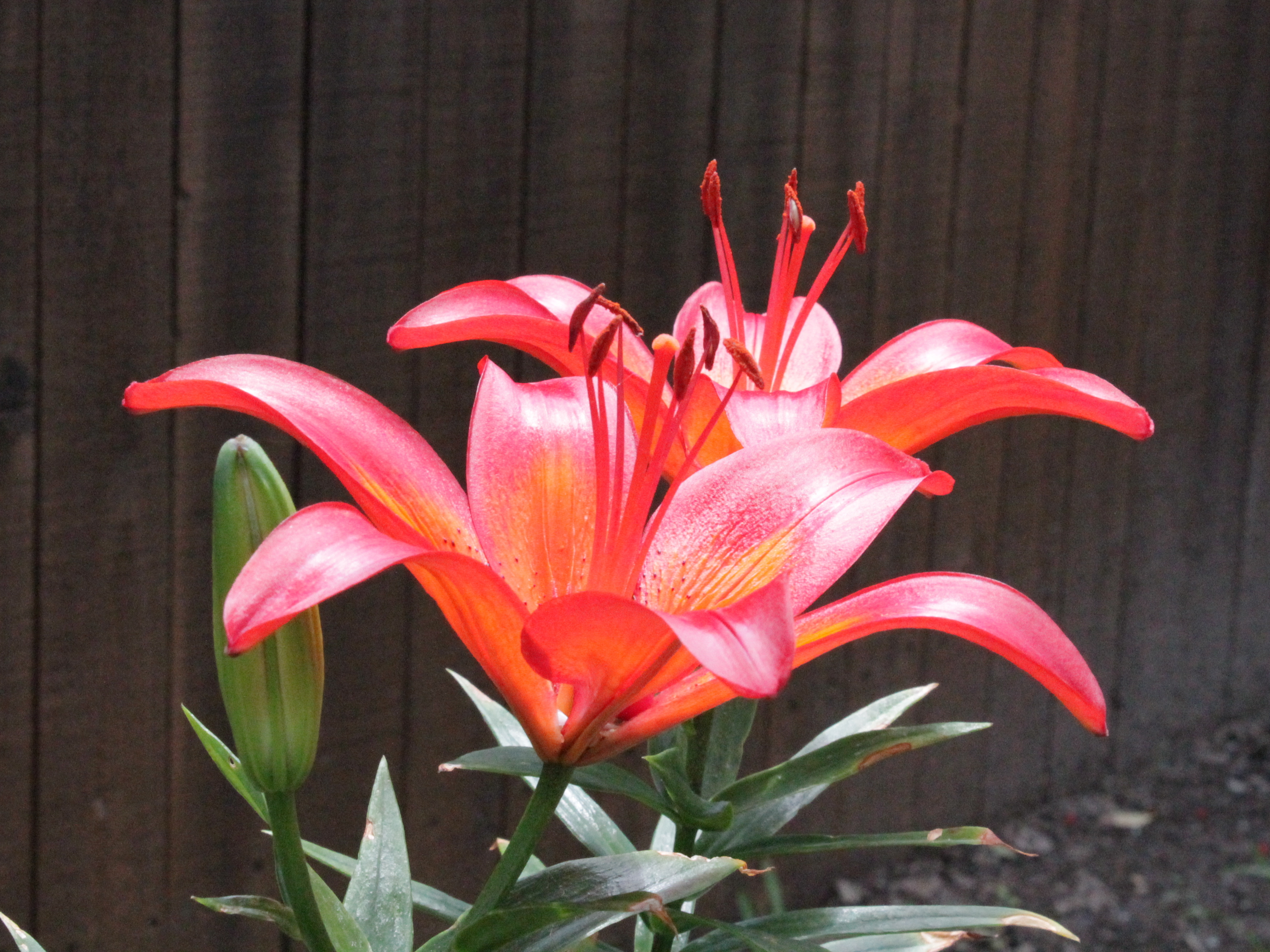
Lilium 'Matrix'

## Seznam druhů
- Lilium albanicum – JV Evropa
- Lilium amabile – Čína, Korea
- Lilium amoenum – Čína
- Lilium anhuiense – Čína
- Lilium bakerianum – Čína

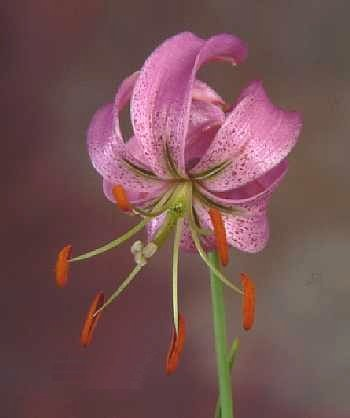
Lilie Lilium cernuum

- Lilium bolanderi – Severní Amerika
- Lilium bosniacum – býv. Jugoslávie
- Lilium brevistylum – Čína
- Lilium brownii – Čína
- Lilium bulbiferum – Evropa
- Lilium callosum – východní Asie
- Lilium canadense - Severní Amerika
- Lilium candidum - jv Evropa
- Lilium carniolicum - J Evropa
- Lilium catesbaei - Severní Amerika
- Lilium chalcedonicum - Albánie, Řecko, endemit
- Lilium cernuum - východní Asie
- Lilium columbianum - Severní Amerika
- Lilium concolor - východní Asie
- Lilium dauricum - východní Asie
- Lilium davidii - Čína
- Lilium distichum - východní Asie
- Lilium duchartrei - Čína
- Lilium fargesii - Čína
- Lilium floridum - Čína
- Lilium formosanum - Tchaj-wan
- Lilium grayi - Severní Amerika
- Lilium habaense - Čína
- Lilium hansonii - Korea
- Lilium heldreichii - Albánie, Řecko, endemit
- Lilium henrici - Čína
- Lilium henryi - Čína
- Lilium huidongense - Čína
- Lilium humboldtii - Severní Amerika
- Lilium jankae - JV Evropa
- Lilium jinfushanense - Čína
- Lilium iridollae - Severní Amerika
- Lilium kelleyanum - Severní Amerika
- Lilium kelloggii - Severní Amerika
- Lilium lancifolium - Severní Amerika, Čína
- Lilium lankongense - Čína
- Lilium leichtlinii - východní Asie
- Lilium leucanthum - Čína
- Lilium lijiangense - Čína
- Lilium longiflorum - Čína , Japonsko
- Lilium lophophorum - Čína
- Lilium maritimum - Severní Amerika
- Lilium martagon - Evropa, Asie
- Lilium matangense - Čína
- Lilium medeoloides - východní Asie
- Lilium medogense - Čína
- Lilium michauxii - Severní Amerika
- Lilium michiganense - Severní Amerika
- Lilium monadelphum - Krym, JZ Asie
- Lilium nanum - Čína, Himálaj
- Lilium nepalense - Čína, Himálaj
- Lilium occidentale - Severní Amerika
- Lilium papilliferum - Čína
- Lilium paradoxum - Čína
- Lilium pardalinum - Severní Amerika
- Lilium parryi - Severní Amerika
- Lilium parvum - Severní Amerika
- Lilium philadelphicum - Severní Amerika
- Lilium pinifolium - Čína
- Lilium pomponium - JZ Evropa
- Lilium primulinum - Čína, Thajsko
- Lilium pumilum - východní Asie
- Lilium pyi - Čína
- Lilium pyrenaicum - Francie, Španělsko, endemit
- Lilium regale - Čína
- Lilium rhodopaeum - Bulharsko, Řecko, endemit
- Lilium rosthornii - Čína
- Lilium rubescens - Severní Amerika
- Lilium saccatum - Čína
- Lilium sargentiae - Čína
- Lilium sempervivoideum - Čína
- Lilium souliei - Čína
- Lilium speciosum - Čína
- Lilium stewartianum - Čína
- Lilium sulphureum - Čína
- Lilium superbum - Severní Amerika
- Lilium taliense - Čína
- Lilium tianschanicum - Čína
- Lilium tigrinum - Čína, Japonsko, Korea
- Lilium tsingtauense - Čína, Korea
- Lilium washingtonianum - Severní Amerika
- Lilium wardii - Čína
- Lilium wenshanense - Čína
- Lilium xanthellum - Čína
- a další